# CfT Sinzig
Der CfT Sinzig e.V. – CfT bedeutet Club für Tischtennis – ist ein Tischtennisverein in Sinzig. Die Damenmannschaft gehörte zu den ersten Vereinen, die in der 1972 gegründeten Damen-Bundesliga spielten.
In der Saison 2010/11 starten sechs Herren- und neun Jugendmannschaften.

## Geschichte
Am 5. Januar 1958 fusionierten die Tischtennisabteilungen SC Rhein-Ahr Sinzig und TV 08 Sinzig zum eigenständigen Verein CfT Sinzig e.V.
Die Herrenmannschaft wurde 1960 Erster in der Rheinlandliga mit den Aktiven Duro Dmitrovic, Manfred Keinarth, Horst Adams, Emil Jonen, Gerhard Fleischer und Kuhn. Sie spielte daraufhin von 1960 bis 1963 in der Oberliga Südwest, der damals höchsten deutschen Spielklasse. Dem Abstieg folgte der sofortige Wiederaufstieg in der Saison 1966/67 in der Besetzung Duro Dmitrovic, Johannes Adams, Gerhard Fleischer, Rainer Wagner, Herbert Meurer und Horst Heisel. Weitere Aktive in dieser Zeit waren Graf Spee, Bensberg und Seul. Ab 1994 fiel die Herrenmannschaft von der Oberliga (inzwischen nur noch die dritt höchste Spielklasse) bis zurück in die Bezirksliga.
Die Damenabteilung wurde 1966 verstärkt, als sich die gesamte Mannschaft von TV Bad Niederbreisig dem Verein anschloss. Sie qualifizierten sich 1972 als Vierter der Oberliga Südwest für die Teilnahme an der neuen Bundesliga. Hier belegten sie in der Saison 1972/73 Platz sechs. Am Ende dieser Saison wurden sie aus der Bundesliga zurückgezogen. 1987 löste sich die Damensparte komplett auf. Bekannte Spielerinnen waren Ruth Richter (heute Ehefrau von Hanno Deutz), Gaby Decker (dreifache Rheinland-Meisterin), Dorothee Kuß und Monika Pelkowsky.
2002 bildete der Verein eine Spielgemeinschaft mit dem TTV Ehlingen.